# Ère Tenji (Heian)
Pour les articles homonymes, voir Ère Tenji.
L'ère Tenji (天治) est une des ères du Japon (年号, nengō, lit. « nom de l'année ») après l'ère Hōan et avant l'ère Daiji. Cette ère couvre la période allant du mois d'avril 1124 au mois de janvier 1126. L'empereur régnant est Sutoku-tennō (崇徳天皇).

## Changement de l'ère
- 19 janvier 1124 Tenji gannen (天治元年?) : Le nom de la nouvelle ère est créé pour marquer un événement ou une série d'événements. L'ère précédente se termine là où commence la nouvelle, en Hōan 5, le 3e jour du 4e mois de 1126[3].

## Événements de l'ère Tenji
- 1124 (Tenji 1, 2e mois) : Les anciens empereurs Horikawa et Toba sortent de la ville en chariot où ils prennent plaisir à contempler les fleurs. Taiken-mon In (anciennement Fujiwara no Shōshi), qui a été l'impératrice de Toba et la mère de Sutoku, se joint au cortège avec beaucoup d'autres femmes de la cour. Leur cortège est brillant et coloré. Un grand nombre d'hommes de la cour vêtus d'habits de chasse suivent les dames de la parade. Fujiwara no Tadamichi suit en chariot, accompagné d'orchestres de musiciens et de femmes qui doivent chanter pour l'empereur[4].
- 1124 (Tenji 1, 10e mois) : Horikawa visite le mont Kōya[5].
- 1125 (Tenji 2, 10e mois) : L'empereur visite les sanctuaires Iwashimizu Hachiman-gū et les sanctuaires Kamo-jinja après quoi il visite également les sanctuaires Hirano-jinja, Ōharano-jinja, Matsunoo-taisha, Kitano, Yasaka-jinja et plusieurs autres[5].

| Tenji     | 1er  | 2e   | 3e   |
| --------- | ---- | ---- | ---- |
| Grégorien | 1124 | 1125 | 1126 |